# ビッグ・コン
ビッグ・コン（Big Kon、1980年2月6日 - ）は、アメリカ合衆国のプロレスラー。ミシガン州グランドラピッズ出身。
WWEではコナー（Konnor）のリングネームで活動していた。本名はライアン・パーミーター（Ryan Parmeter）。

## 来歴

### インディー団体
フロリダ州を拠点としてラスティ・ブルックスが運営するレスリングスクールにてトレーニングを開始。2001年にてライアン・オライリー（Ryan O'Reilly）のリングネームでプロレスラーデビューを果たす。デビュー後、ジェフ・ブルックスとアイリッシュ・コネクション（Irish Connection）なるタッグチームを結成してFSCW（Four Star Championship Wrestling）、ドリー・ファンク・ジュニアが主宰するFC（Funkin' Conservatory）に参戦。2004年10月22日、TNAのiMPACT!に出場してジェフ・ジャレットと対戦している。

### WWE

#### DSW
2005年、WWEと契約を交わし入団。傘下団体のDSWにて活動を開始。2006年6月22日、DSWヘビー級王座を保持するデリック・ナイカークに挑戦して勝利し、ベルトを奪取。この試合をきっかけにナイカークとの抗争を開始するが8月にECWのハウスショーへと参加するとナイカークとのタッグで出場し、FBIと連戦を繰り広げた。10月にDSWへと戻るとリングネームをラフハウス・オライリー（Roughhouse O'Reilly）へと変更してブラッドリー・ジェイとDSWヘビー級王座を巡って抗争を展開。12月、ECWへ昇格を果たす。同月12日にビンス・マクマホンのボディーガードギミックであるエンフォーサーズ（Enforcers）の一員としてダグ・バシャムと共にボビー・ラシュリーを襲撃するが返り討ちに遭いインパクトを残せないままDSWへ即降格となった。
2007年7月、RAWとSmackDown!のダークマッチに出場する機会を与えられたが、10月に父親の健康問題とロードに出てDSWで交際しているディーヴァのクリッシー・ヴェインと離れたくなかったことから家族を優先したいという理由でクリッシーと共にWWEに契約解除を申し入れた。因みに翌月11月のドラッグテスト違反者リストにはオライリーの名前が記載されている。

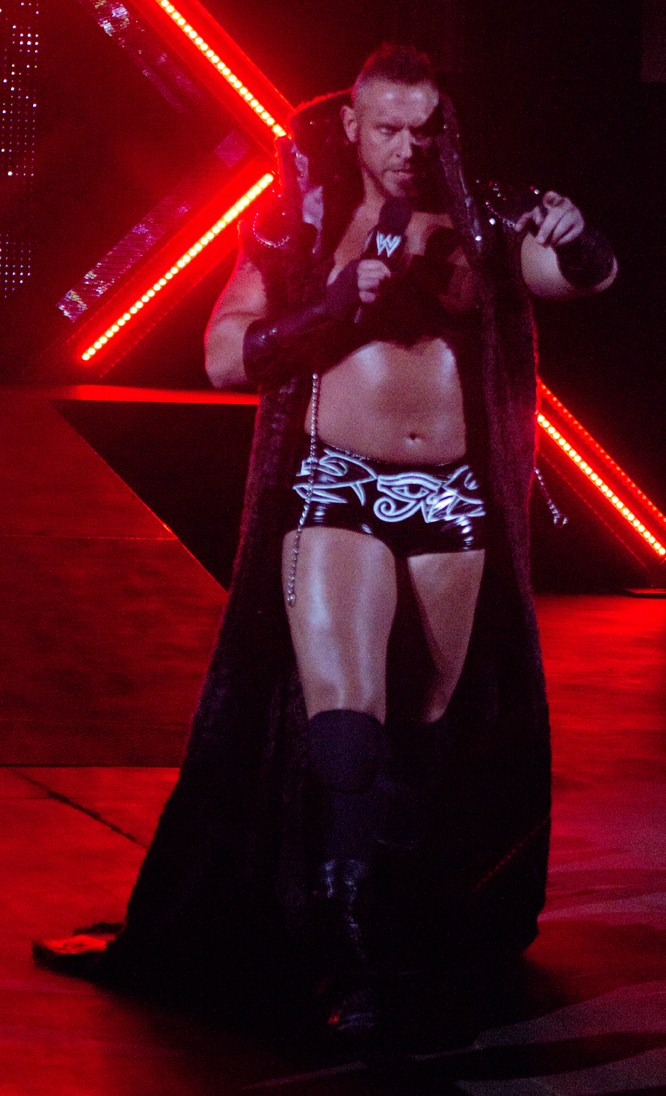
2013年

### インディー団体
WWE解雇後、2009年にNWA加盟団体であるNWAシャーロットに参戦。2月14日、フィル・シャッター、マイケル・ジューダスとIII（Three）なる怪奇派トリオユニットを結成。3月29日、NWAシャーロットUS初代王者決定トーナメントに出場。4月11日、決勝にてトゥルイット・フィールズと対戦するがベルトを獲得するに至らなかった。5月30日、タッグトーナメントであるクイーンシティ・タッグチームクラシック2009に出場し、2回戦でスカルクラッシャーズ（キース・ウォーカー & ラッシュ・ブラウン）との試合前に3人で襲撃を行うと事態の収拾がつかない大乱戦へと発展し両チーム失格となった。

### WWE

#### FCW / NXT
2010年7月14日、WWEと再契約。FCWにてコナー・オブライエン（Conor O'Brian）のリングネームで始動。12月、NXTのシーズン4にルーキーとして参加。プロはアルベルト・デル・リオ。ネズミ顔であるという理由でチーズが好きという設定だった。NXT出場以前にWWEに所属していたがルーキーとしての扱いや、アルベルトの専用リングアナウンサーであるリカルド・ロドリゲスに邪険に扱われ、存在が邪魔であったことによりアルベルトに異議を唱えるとリカルドと一騎討ちすることを命じられ、敗北。そのまま第5位という結果に終わり、自らリングの下へと転がり消えていった。
2011年3月、NXTシーズン5に今までNXTに参加し、脱落したレスラーたちが再びNXTの頂点を目指すという名目で参戦することが決定。プロはウラジミール・コズロフ。良い師弟関係のストーリーが組まれ、活躍を見せたものの結果は第4位というべき結果に終わった（3位のはずであったが、脱落直後にデリック・ベイトマンが参戦決定したため順位が変動。しかし、順位が発表されたわけではない）。再度活動の場所をFCWに戻し、9月から大型ユニット、ジ・アセンション（The Ascension）の一員として活動。
2012年、FCWとNXTが統合された新生NXTに移行。ジ・アセンションの相棒であるケネス・キャメロンと共にメイン戦線で活躍。ウーソズとの抗争において圧倒的な力の差を見せつけていたが、12月にキャメロンが不祥事を起こして解雇されたことでジ・アセンションは解散することになった。キャメロン解雇後はジ・アセンションのギミックのままシングルで活動。
2013年、ビッグ・E・ラングストンと抗争を開始。途中でコリー・グレイブスが抗争に加わり三つ巴戦となるも王座挑戦権を勝ち取り、4月4日にラングストンに挑戦するが敗戦した。以降、5月よりスカッシュマッチなどで勝ち続ける中、勝利後にリック・ビクターが登場するようになり、6月5日のアレックス・ライリーとの試合で、勝利後に登場したビクターと結託し、ジ・アセンションを復活させた。8月よりNXTタッグ王座を奪取することを目論み、当時NXTタッグ王者であったエイドリアン・ネヴィル & コリー・グレイブスを標的とするようになり抗争を開始。同月28日にバックステージにてグレイブスを襲撃して負傷させたことによりタッグ王座奪取への距離を短くし、9月25日のタッグ王座挑戦権を懸けたタッグターモイルマッチに勝利。そして10月2日の王座戦にて勝利し、同王座を奪取した。11月よりリングネームをコナー（Konnor）へとマイナーチェンジ。同月、フニコ & カマーチョと抗争を開始。
2014年1月8日にNXTタッグ王座を懸けたトルネードタッグマッチによる決着戦が行い勝利し、抗争は終了となった。2月27日、WWE Network開局記念に行われたNXT初のPPV、arRIVALにて往年の名タッグチームであるトゥー・クール（スコッティ・2・ホッティ & グランマスター・セクセイ）と対戦。老獪且つ変則的な戦法に翻弄されるも、終盤にはビクターがスコッティによるワームを阻止し、フォール・オブ・マンを決めて勝利した。arRIVAL以降、ジョバーチームとのスカッシュマッチを続け5月29日、Takeoverではエル・ローカル & カリストを相手に防衛戦を行い、体格差を生かした戦法で押し切って勝利した。9月9日、Main Eventに出場。ロス・マタドーレス（ディエゴ & フェルナンド）と対戦してフォール・オブ・マンを決めて勝利した。同月11日、Takeover Fatal 4 WayにてNXTタッグ王座挑戦権争奪トーナメントにて優勝したルチャドラゴンズ（カリスト & シン・カラ）と王座戦を行うが敗戦し、タッグ王座は陥落。また、同日にNXTデビューにおいてマイクパフォーマンスをしたヒデオ・イタミに対して因縁をつけて襲撃するも返り討ちにされた。10月2日、ビクターがヒデオ・イタミとシングルマッチを行う予定であったが入場してリング内へ入ると同時にセコンドであるコナーと共にヒデオを襲撃。レフェリー達が割って入るも事態を収拾する事ができなかった。9日には再びビクター vs ヒデオのカードが組まれて対戦するが、ドロップキックを決められ敗戦。試合後にコナーがヒデオの応援者であるフナキを捕まえ、痛めつける事でヒデオの気を取り、ビクターが復讐。そしてヒデオをロープに挟め、フナキにフォール・オブ・マンを見舞った。何度も襲撃されるヒデオは遂にパートナーを呼ぶ事になり、11月6日にフィン・ベイラーを連れて対戦。何もする事ができずに敗戦した。12月11日、Takeover R Evolutionにてコスチュームを変更したヒデオ、ボディペイントとフェイスペイントを施したベイラーに臆する場面があったが、試合では中盤までコントロールした。しかし、最終的にはベイラーとヒデオによるダイビング・フット・スタンプを決められて敗戦した。同月12日、SmackDownにてフェイスペイントを施した姿で登場を予告するプロモーションを行った。12月30日、RAWにてミズ & ミズドウ（ザ・ミズ & ダミアン・ミズドウ）を相手にWWEデビュー戦を行い、フォール・オブ・マンを決めて勝利した。

#### WWE
2015年1月より開催する地域を拠点とするインディーレスラーを相手に連勝を重ねる。同月5日のRAWではリージョン・オブ・ドゥーム、デモリッションといったタッグチームを引き合いに出して自分達こそが本物だとアピール。最後にはリージョン・オブ・ドゥームの名台詞である"Oh What a Rush"で締めた。同月19日、RAWにてプロモーション中のnWo（ケビン・ナッシュ & スコット・ホール & ショーン・ウォルトマン）に邪魔をするかの如く登場。nWoと舌戦を繰り広げるが触発された解説のジョン・ブラッドショー・レイフィールドがロン・シモンズを呼び寄せてAPAでリングイン。更にバックステージより現れたニュー・エイジ・アウトローズ（ジェシー・ジェイムス & ビリー・ガン）により襲撃を喰らい、ビクターはブラッドショーによりクローズライン・フロム・ヘルを浴びせられ轟沈した。同月25日のPPV、Royal Rumble 2015にてニュー・エイジ・アウトローズと対戦する事が発表された。同月25日、Royal Rumble 2015にてニュー・エイジ・アウトローズと対戦。オールドスターでありながら万全の動きを見せる2人に苦戦するが最後にビリー・ガンにフォール・オブ・マンを決めて勝利した。
2016年4月、ウェルネスポリシーに関する違反を犯し60日間の出場停止処分を受けた。

## その他
- 2006年より交際を続けてきたクリッシー・ヴェインことクリスティ・ユーバンクスと2013年6月に婚約し、結婚式を挙げた[15]

## 得意技
- ストッケード

グラウンド式オクトパス・ホールド
- フォール・オブ・マン

フラップジャックからランニング・レッグドロップへと移行する一連のムーブ。
- ルーフトップ・ドロップ

フルネルソンスラム
- ラフショット

ダブルレッグ・スープレックス
- フラップジャック
- ダイビング・ショルダーブロック
- ボディ・アバランシュ
- ロシアン・レッグ・スウィープ
- ダウンキャスト

ケネス・キャメロンとの合体技。ジョーブリーカーからフラップジャックへと移行。
- フォール・オブ・マン

ケネス・キャメロン及びリック・ビクターとの合体技。キャメロンの場合はフライング・ニールキック、ビクターの場合はフライング・フォアアーム。そしてオブライエンが水面蹴りを同時に放つ。

## 獲得タイトル
WWE
- NXTタッグ王座 : 1回

w / ビクター
DSW
- DSWヘビー級王座 : 2回

その他
- GCWヘビー級王座 : 1回
- KPWヘビー級王座 : 2回
- MPWヘビー級王座 : 1回
- NWAサンライヘビー級王座 : 1回
- CCWヘビー級王座 : 1回
- CCWタッグチーム王座 : 1回

w / ショーン・アレン
- FSCWヘビー級王座 : 1回
- FSCWタッグチーム王座 : 1回

w / ジェフ・ブルックス

## 入場曲
- Rebellion
- Let Battle Commence
- Anchor